# Arline Généreux
Arline Généreux (6 de fevereiro de 1897 - ? de 1987) foi uma artista canadiana.
O seu trabalho está incluído nas colecções do Musée national des beaux-arts du Québec e da National Gallery of Canada.